# Classe Antioquia
Pour les articles homonymes, voir Antioquia (homonymie).
La classe Antioquia de destroyers se composait de deux navires, les ARC Antioquia et ARC Caldas, utilisés par l'Armada Nacional República de Colombia, la marine nationale colombienne, entre 1934 et 1961. Initialement construits à l’Arsenal de la Marine de Lisbonne dans le cadre de la classe Douro de la marine portugaise, ils ont été acquis avant d’être achevés par la Colombie en réponse à l’achat péruvien de deux destroyers pendant la guerre avec le Pérou. Ils sont arrivés trop tard pour servir dans le conflit et ont vu peu d’action pendant leur carrière militaire. Ils ont subi au milieu des années 1950 un grand carénage qui a vu leur armement entièrement refondu. Après leur retrait du service en 1961, ils ont été démantelés pour la ferraille.

## Conception
La classe Antioquia était à l’origine une version de la classe Douro de la marine portugaise. La conception a été réalisée par la société britannique Yarrow Shipbuilders, sur la base de celle du prototype du destroyer HMS Ambuscade de la Royal Navy. Les destroyers de la classe Antioquia ont été acquis par la Colombie avant leur achèvement, mais ont été construits selon les spécificités standard de la classe Douro. La classe Douro ressemblait beaucoup à de nombreux modèles britanniques de l’entre-deux-guerres,. Les destroyers mesuraient 98,5 m de longueur hors tout et 93,6 m entre perpendiculaires avec une largeur de 9,4 m et un tirant d'eau moyen de 2,7 m. Le navire avait un déplacement standard de 1239 tonnes et était de 1588 tonnes à pleine charge.
Les navires étaient propulsés par trois chaudières Yarrow alimentées au mazout fournissant 400 psi (2 758 kPa) de vapeur à deux turbines Parsons avec réducteur Curtiss. Ceux-ci faisaient tourner deux arbres et étaient évalués à 33 000 chevaux par arbre (24 608 kW) avec une vitesse maximale de 36 nœuds (67 km/h). Les destroyers avaient une capacité de 297 tonnes de mazout et une autonomie de 5 400 milles marins (10 000 km) à 15 nœuds (28 km/h).
La classe Antioquia était armée de quatre canons BL de 4,7 pouces (119 mm), dont deux montés à l’avant dans des tourelles simples avec des boucliers de canon et deux montés à l’arrière de la même manière. 140 obus étaient transportés pour chaque canon. Les destroyers étaient équipés de trois « pompoms » de 40 millimètres, dont deux sur le pont de l’abri arrière et un entre les cheminées. Ils étaient également armés de deux affûts quadruples de tubes lance-torpilles de 21 pouces (533 mm) montés au centre, de deux lanceurs de grenades anti-sous-marines avec douze grenades et étaient équipés pour le mouillage de mines avec 20 mines marines transportées.

## Navires de la classe
| Destroyers de classe Antioquia, |                                  |                  |                 |                                           |                              |
| Nom                             | Constructeur                     | Lancement        | Mise en service | Destin                                    | Notes                        |
| Antioquia                       | Arsenal de la Marine de Lisbonne | 9 juin 1932      | 24 février 1934 | Démantelé à Barranquilla en novembre 1961 | Initialement Tejo portugais  |
| Caldas                          | Arsenal de la Marine de Lisbonne | 18 novembre 1933 | 16 mai 1934     | Démantelé à Carthagène en 1961            | Initialement Douro portugais |

## Historique
Les navires ont été commandés à l’origine en 1930 par le gouvernement portugais dans le cadre d’un nouveau programme de construction. En collaboration avec Yarrows, l’arsenal de Lisbonne a été choisi pour construire deux coques tandis que Yarrows fournirait et installerait les machines des destroyers. Nommées Douro et Tejo, les deux coques construites à Lisbonne ont été vendues à la Colombie avant d’être achevées durant la guerre entre la Colombie et le Pérou, en réponse à l’acquisition de deux destroyers par le Pérou,. Le Portugal commande deux navires supplémentaires pour les remplacer. Le Douro a été rebaptisé Caldas et le Tejo a été rebaptisé Antioquia.
La guerre avec le Pérou fut de courte durée et la classe Antioquia n’entra en service qu’à la fin de la guerre. Les deux navires ont été lancés en 1933 et ont été mis en service en 1934. Les deux destroyers ont vu peu d’action car la Colombie est restée neutre pendant la Seconde Guerre mondiale. Cependant, la marine colombienne a effectué des patrouilles dans la mer des Caraïbes après que le sous-marin allemand U-154 a commencé à attaquer les navires au large de ses côtes. Le Caldas a patrouillé dans la mer des Caraïbes les 29 et 30 mars 1944 à la recherche du sous-marin. Dans les années 1940, deux canons de 20 mm ont été ajoutés au milieu du navire.
Après la guerre, les destroyers reprirent leur service tranquille jusqu’en 1952, date à laquelle l'Antioquia commença un grand carénage, commençant à Carthagène avant de se rendre aux États-Unis en 1953. Le Caldas subit le même carénage en 1954-1955. Les deux navires ont été réaménagés aux États-Unis lorsque deux canons de 5 pouces (127 mm)/38 calibres, un à l’avant et un à l’arrière, ont remplacé les quatre canons de 4,7 pouces. Les destroyers étaient équipés d’un système de contrôle de tir Mk 52, de trois autres canons de 40 mm et d’un mortier anti-sous-marin Hedgehog. Le nombre de tubes lance-torpilles a été réduit à un affût quadruple. L'Antioquia a été désarmé le 23 janvier 1961 et le Caldas le 3 mars 1961, les deux navires ayant été démolis.